# Lagoa de Catano
Lagoa de Catano es una localidad caboverdiana del municipio de Porto Novo.

## Geografía
La localidad está situada en la isla Santo Antão.

## Organización territorial
La localidad abarca los lugares y barrios de:
- Carpinteiro
- Chã de Cochete
- Chã de Lagoa
- Chã de Queimado
- Chã de Vinha
- Ponta de Atum